# 昭栄薬品
昭栄薬品株式会社(しょうえいやくひん、英: SHOEI YAKUHIN CO.,LTD.）は、大阪本社を大阪府大阪市中央区に置く、オレオケミカルの専門商社である。

## 概要
創業者の鐵野義数が大阪市南区(現在の中央区)に於いて鐵野商店を昭和12年12月に開業し無機薬品を中心とした化学品の卸売事業を開始したことに始まる。昭和21年4月に昭和理化学工業所と改称し、主として化学品及び石鹸の原材料の販売を行い、商社としての地盤を築いた。昭和26年4月から、花王石鹸株式会社(現在の花王株式会社)の脂肪酸及び脂肪酸誘導体の販売を開始したことを契機に事業を拡大していった。
化学品事業におけるオレオケミカル及びオレオケミカルを原材料とする界面活性剤の知識を活用し、家庭用洗剤等を取り扱う日用品事業、及び地盤改良やコンクリートの補修補強材料等を取り扱う土木建築資材事業、以上の3事業を主としている。2017年6月よりYahoo!ショッピング内にて、靴用消臭スプレー、掃除用クエン酸等の販売を行っている。
企業間取引の維持・強化のため花王の株を大量に保有している。花王株の貸借対照表計上額は2020年3月末現在61億円を超え、昭栄薬品自身の時価総額の約2倍である。

## 沿革
- 1937年(昭和12年)12月 - 化学品卸、鐵野商店として創業
- 1946年(昭和21年)4月 - 鐵野商店を昭栄理化学工業所と改称
- 1949年(昭和24年)9月 - 大阪市中央区安土町1-5-1に事業所を新築、昭栄薬品商会と改称
- 1951年(昭和26年)4月 - 花王石鹸株式会社の脂肪酸および脂肪酸誘導体の販売を開始
- 1960年(昭和35年)3月 - 昭栄薬品商会を昭栄薬品株式会社に改組(資本金10百万円)
- 1960年(昭和35年)6月 - 新日本油化株式会社を子会社化し、鐵野油化株式会社に商号を変更。脂肪酸、脂肪酸エステル及び界面活性剤等の化学品の生産を開始
- 1962年(昭和37年)4月 - 東京都中央区に東京営業所開設
- 1963年(昭和38年)10月 - 愛知県名古屋市に名古屋営業所を開設
- 1965年(昭和40年)4月 - 土木建設業界向けに関連資材の販売を開始し、土木建築資材事業に参入
- 1967年(昭和42年)10月 - 水中接着剤｢ショーレジン｣開発
- 1969年(昭和44年)5月 - ｢ショーレジン｣の拡販を目的に、ショーレジン株式会社を設立
- 1976年(昭和51年)4月 - 東京営業所を東京支店に改組
- 1988年(昭和62年)4月 - 家庭用洗剤を商品化し、日用品事業に参入
- 1989年(昭和63年)1月 - 大阪市中央区安土町1-5-1に本社新社屋を建設
- 1993年(平成5年)5月 - 東南アジア諸国への輸出拡大を目的に、シンガポール支店開設
- 2005年(平成17年)5月 - 中国での販売強化を目的に昭栄祥(上海)貿易有限公司を設立
- 2007年(平成19年)2月 - ISO14001認証取得(全国内拠点)
- 2008年(平成20年)
  - 6月 - グループ経営の合理化を目的に、ショーレジン株式会社の保有全株式を譲渡
  - 10月 - グループ経営の効率化を目的に、鐵野油化株式会社吸収合併し大阪工場とする
- 2009年(平成21年)6月 - 東南アジア諸国への拡販を目的に、合弁会社SHOEI-TDC(THAILAND)CO.,LTD.を設立(議決権比率：49％)
- 2010年(平成22年)10月 - グループ経営の合理化を目的に、株式会社ショーエイ(当社役員の出資により昭和62年7月設立)を吸収合併
- 2012年(平成24年)
  - 5月 - 海外事業の強化を目的に、SHOEI-TDC(THAILAND)CO.,LTD.の合弁を解消(議決権比率：100.0％)
  - 7月 - SHOEI-TDC(THAILAND)CO.,LTD.をSHOEI TRADING(THAILAND)CO.,LTD.に商号を変更
- 2013年(平成25年)
  - 7月 - シンガポール支店を閉鎖
  - 12月 - 大阪工場における脂肪酸、脂肪酸エステル及び界面活性剤等の生産から撤退
- 2014年(平成26年)12月 - 大阪工場における全ての生産活動から撤退し、大阪工場を閉鎖

## 事業所
- 大阪本社：大阪市中央区安土町1-5-1
- 東京支店：東京都中央区東日本橋1-1-5
- 名古屋営業所：名古屋市中村区名駅3-8-7

## 関連会社
- 昭栄祥(上海)貿易有限公司
- SHOEI TRANING(THAILAND)CO.,LTD.

## かつての関連会社
- ショーレジン株式会社